# Parastenopogon
Parastenopogon is een vliegengeslacht uit de familie van de roofvliegen (Asilidae).

## Soorten
- P. oblongus Paramonov, 1964